# 아키야마촌 (야마나시현)
아키야마촌(秋山村)은 야마나시현 미나미쓰루군에 놓여졌던 정이다.
현의 동남단, 시의 남단에 위치한다.사방을 창악산 등 산악으로 에워싸고 땅의 대부분을 산림으로 차지하고 있다.중앙을 동류하는 사가미 강 지류인 아키야마 강변에 취락이 분포한다.
원래는 야마나시현  미나미쓰루군 아키야마촌의 마을이었다. 2005년 2월 13일에 인접한 기타쓰루군 우에노하라정과 합병해 우에노하라시가 되었다.
에도시대부터 아키야마무라의 1촌이 있어, 도류군에 속해 있었다.군내 지방에서도 일조시간이 짧은 지역에서, 몇 안 되는 평탄지를 이용한 쌀보리 재배나 밭농사외, 담배 등 상품작물의 재배나 양잠, 군내직의 생산등이 행해져 다니촌(쓰루시)이나 우에노하라시(일)에 출하했다.
아키야마촌의 자치체는 폐지되었고 현재 아키야마라는 주소지에 사용되고 있다. 2015년 10월 1일 기준으로 1,677명이 거주하고있다.

## 역사
- 1889년 7월 1일 - 정촌제 시행과 함께 근세 이래의 아키야마촌은 단독으로 자치체를 형성하였다.
- 2005년 2월 13일 - 기타쓰루군 우에노하라정과 합병해 우에노하라시가 되었다. 동일 아키야마촌은 폐지되었다.

## 교통

### 도로
- 야마나시 현도 제35호선